# Raúl Arévalo
Raúl Arévalo   (Móstoles, 22 de novembre de 1979) és un actor i director espanyol.

## Biografia
Comença la seva carrera com a actor en la sèrie Compañeros, on va interpretar el paper de Carlos durant dues temporades entre 2001 i 2002. Va ser una oportunitat que li va arribar quan encara no havia acabat els seus estudis d'interpretació a la reconeguda escola de Cristina Rota.
L'any següent Raúl roda la seva primera pel·lícula a les ordres de Joaquim Oristrell, Els sotasignats, al costat de Javier Càmera, Fernando Guillén i Maria i Juan Diego Botto entre d'altres.
La seva següent incursió cinematogràfica seria Coses que fan que la vida valgui la pena (2004), de Manuel Gómez Pereira. En aquesta ocasió, actors com Ana Belén, José Sagristán, Rosario Pardo o Carmen Balagué l'acompanyaven en el repartiment.
Entre 2003 i 2005 Raúl va fer personatges en episodis de diverses sèries d'èxit com a Hospital Central, Explica'm com va passar, Aída o Motius personals.
Iñaki Martikorena el dirigiria el 2005 en el curtmetratge La llum del primer estel (2005), en què compartia protagonisme amb l'actriu Marta Aledo.
Un any més tard, el 2006, li arribaria un dels papers més importants que ha interpretat, el d'Israel en la reeixida òpera prima de Daniel Sánchez Arévalo, AzulOscuroCasiNegro, al costat de Quim Gutiérrez, Marta Etura i Antonio de la Torre entre d'altres. El seu treball en aquesta producció li va valer el Premi de la Unió d'Actors al millor actor revelació, imposant-se a Javier Cifrián i al seu propi company en la pel·lícula Quim Gutiérrez.
L'any 2007 va aparèixer a la sèrie Gènesi, en la ment de l'assassí. Però el paper de l'any anterior a AzulOscuroCasiNegro li va obrir les portes del cinema per rodar en diverses pel·lícules més a partir de llavors.
Antonio Banderes el va triar per ser un dels protagonistes de la seva segona pel·lícula com a director, El camí dels anglesos (2006), al costat de Fran Perea, Félix Gómez i Alberto Groga entre d'altres.
El 2007 estrenaria Per què es freguen les potetes?, d'Álvaro Begines amb Lola Herrera, Carlos Álvarez-Novoa i Antonio Dechent com a part de l'elenc. També tornaria a treballar amb Daniel Sánchez Arévalo, aquesta vegada en un curt titulat Traumalogía i amb Natalia Mateo, Jorge Monjo, Héctor Colomé, Estíbaliz Gabilondo i Antonio de la Torre, entre d'altres, com a companys.
Va intervenir a Set taules de billar francès (2007), dirigida per Gracia Querejeta i protagonitzada per Maribel Verdú, Blanca Portillo, Ramón Barea i Amparo Baró, entre d'altres i a Tocar el cel (2007), de Marcos Carnevale i al costat de Chete Lera i Verónica Echegui.
8 cites, sota la direcció de Peris Romano i Rodrigo Sorogoyen, en la qual va compartir protagonisme amb Fernando Tejero, José Luis García Pérez, Adriana Ozores i Belén Rueda i Els girasols cecs, de José Luis Cuerda, al costat de Maribel Verdú, són les seves principals aparicions cinematogràfiques de 2008.
En 2011 va estrenar Cosins com el cosí Julián, al costat de Quim Gutiérrez i Adrián Llastra.
Antena 3 va començar a emetre des de l'1 de febrer de 2012 i fins al 9 de juliol de 2014 Con el culo al aire en què Raúl Arévalo va interpretar Jorge, un noi al qual la seva nòvia abandona en quedar-se sense feina i es veu obligat a anar a viure a un càmping.
El 3 de febrer d'aquest mateix any estrena Promoció fantasma en què dona vida a Modesto, un professor d'institut que veu morts. També ha participat en la pel·lícula Cent anys de perdó, dirigida per Daniel Calparsoro al costat d'altres actors com Rodrigo de la Serna, José Coronado, Luis Tosar o Patricia Vico.
Des d'abril de 2016 apareix a la sèrie L'ambaixada, que s'emet cada dilluns en horari de màxima audiència a Antena 3, aconseguint en el seu primer capítol reunir més de quatre milions de teleespectadors.

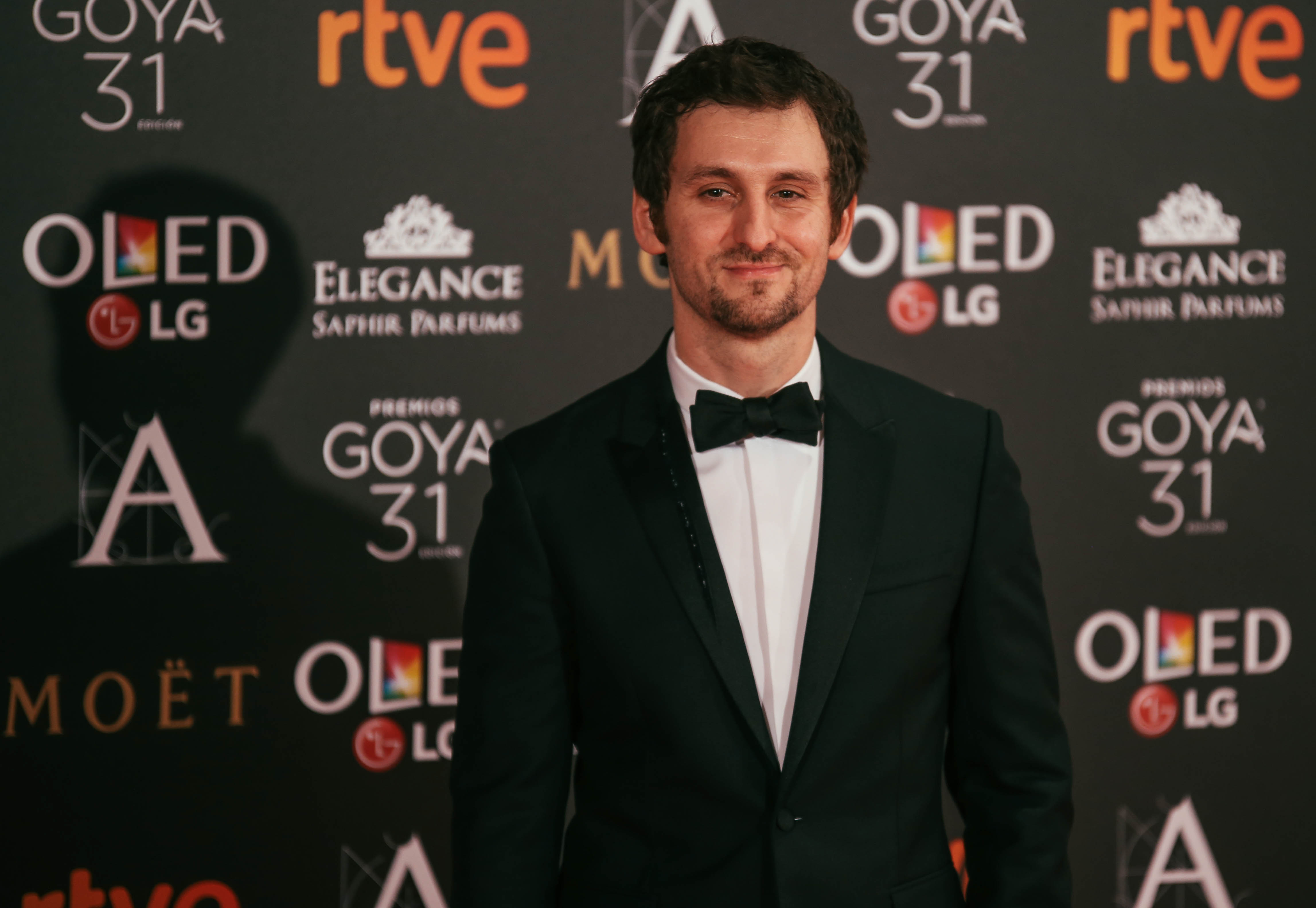
Raúl Arévalo en la cerimònia dels Premis Goya 2017

El 2 de setembre de 2016, va presentar la seva òpera prima com a director Tarde per a la Ira, en la Mostra de Venècia de 2016, protagonitzada per Antonio de la Torre.
A més, compta amb una extensa experiència teatral: ha participat en diversos muntatges.

## Filmografia

### Llargmetratges

#### Actor
| Any  | Títol                                          | Personatge              | Director                         |
| ---- | ---------------------------------------------- | ----------------------- | -------------------------------- |
| 2016 | Cent anys de perdó                             | Ferrán                  | Daniel Calparsoro                |
| 2015 | Les ovelles no perden el tren                  | Alberto                 | Álvaro Fernández Armero          |
| 2014 | El club dels incompresos                       | Martín                  | Carlos Calmis                    |
| 2014 | L'illa mínima                                  | Pedro Suárez            | Alberto Rodríguez                |
| 2014 | Negociador                                     | Nuvi de Sophie          | Borja Cobeaga                    |
| 2014 | La vida inesperada                             | Jorge                   | Jorge Torregrossa                |
| 2013 | La gran família espanyola                      | Cambrer                 | Daniel Sánchez Arévalo           |
| 2013 | Van morir per sobre de les seves possibilitats |                         | Isaki Lacuesta                   |
| 2013 | Els amants passatgers                          | Ulloa                   | Pedro Almodóvar                  |
| 2012 | Predeterminats                                 |                         | Jordi Arencon                    |
| 2012 | Promoció fantasma                              | Modesto                 | Javier Ruiz Caldera              |
| 2011 | Cosins                                         | Julián                  | Daniel Sánchez Arévalo           |
| 2010 | També la pluja                                 | Juan / Montesinos       | Icíar Bollaín                    |
| 2010 | Balada trista de trompeta                      | Carlos (noi del cinema) | Álex de la Iglesia               |
| 2009 | Gordos                                         | Álex                    | Daniel Sánchez Arévalo           |
| 2008 | El pati de la meva presó                       |                         | Belén Macías                     |
| 2008 | Els girasols cecs                              | Salvador                | José Luis Cuerda                 |
| 2008 | Che: Guerrilla                                 | Soldat capturat #1      | Steven Soderbergh                |
| 2008 | 8 cites                                        | Jesús                   | Peris Romano i Rodrigo Sorogoyen |
| 2007 | Set taules de billar francès                   | Fele                    | Gracia Querejeta                 |
| 2007 | Tocar el cel                                   | Fidel                   | Marcos Carnevale                 |
| 2006 | Per què es freguen les cametes?                | Utrera                  | Álvaro Begines                   |
| 2006 | El camí dels anglesos                          | Babirusa                | Antonio Banderas                 |
| 2006 | AzulOscuroCasiNegro                            | Israel                  | Daniel Sánchez Arévalo           |
| 2005 | M'estic traient                                | John O'Brian            | Juan Alberto de Burgos           |
| 2004 | Coses que fan que la vida valgui la pena       | Venedor                 | Manuel Gómez Pereira             |
| 2003 | Els sotasignants                               | Cambrer de l'hotel      | Joaquim Oristrell                |

#### Director
- 2016, Tarde para la ira

### Curtmetratges

#### Actor
- 2001, Sessió de nit de Javier Hernán Cabo

#### Director
- 2008, Un amor

### Televisió

#### Papers fixos
- Compañeros (2001-2002) com a Carlos Medina, dirigit per Pablo Barrera, César Vidal, Víctor Cabaco, José Ramón Ayerra i Manuel Ríos San Martín.
- Amb el cul enlaire (2012-2014) com a Jorge Ruiz Martínez.
- El temps entre costures (2013-2014) com a Ignacio.
- Velvet (2015) com a Víctor Mendoza.
- L'ambaixada (2016) com a Eduardo Marañón.

#### Papers en episodis
- Hospital Central (2003), dirigit per Javier Pizarro.
- Cuéntame como pasó (2004), dirigit per Agustín Crespi.
- La sopa boba (2004) (diversos episodis)
- L'inquilí (2004)
- Motius personals (2005), dirigit per Rafael Moleón.
- Gènesi, en la ment de l'assassí (2007), dirigit per Ignacio Mercero.
- Aída (2010), dirigit per Jesús Rodrigo i Nacho G. Velilla.

### Teatre
- Falstaff, dirigida per Andrés Lima, i el Centre Dramàtic Nacional.
- Urtain, dirigida per Andrés Lima, una coproducció de Animalario i el Centre Dramàtic Nacional.
- L'última nit de la Pesta, dirigida per Víctor García León.
- Katarsis del Tomatazo, a la Sala Mirador.
- Però qui va matar el teatre?, dirigida per Joaquim Oristrell.
- El bufó del rei, dirigida per José Luís Matienzo.
- Vis a vis, d'Amanda Rodríguez Cabal, dirigida per J.A. Ortega.
- Ni és cel ni és blau, de Fermín Cabal, dirigida per Cristina Rota.
- Star bé, Sala Triangle.
- Homes ineptes, Sala Triangle.

## Premis i candidatures
Premis Sant Jordi
| Any  | Categoria                            | Pel·lícula    | Resultat  |
| ---- | ------------------------------------ | ------------- | --------- |
| 2015 | Millor actor en pel·lícula espanyola | L'illa mínima | Guanyador |

Premis Goya
| Any  | Categoria              | Pel·lícula                   | Resultat  |
| ---- | ---------------------- | ---------------------------- | --------- |
| 2016 | Millor director novell | Tarde para la ira            | Nominat   |
| 2016 | Millor guió original   | Tarde para la ira            | Nominat   |
| 2014 | Millor actor           | L'illa mínima                | Nominat   |
| 2011 | Millor actor secundari | Primos                       | Nominat   |
| 2009 | Millor actor secundari | Gordos                       | Guanyador |
| 2008 | Millor actor           | Els girasols cecs            | Nominat   |
| 2007 | Millor actor secundari | Set taules de billar francès | Nominat   |

Premis Fotogramas de Plata
| Any  | Categoria                 | Treball            | Resultat  |
| ---- | ------------------------- | ------------------ | --------- |
| 2014 | Millor actor de cinema    | L'illa mínima      | Nominat   |
| 2013 | Millor actor de televisió | Amb el cul enlaire | Guanyador |
| 2012 | Millor actor de televisió | Amb el cul enlaire | Nominat   |
| 2008 | Millor actor de cinema    | Els girasols cecs  | Nominat   |

Premis de la Unió d'Actors
| Any  | Categoria                           | Treball                      | Resultat  |
| ---- | ----------------------------------- | ---------------------------- | --------- |
| 2014 | Millor actor protagonista de cinema | L'illa mínima                | Nominat   |
| 2011 | Millor actor secundari de cinema    | Primos                       | Guanyador |
| 2009 | Millor actor secundari de cinema    | Gordos                       | Nominat   |
| 2008 | Millor actor protagonista de cinema | Els girasols cecs            | Nominat   |
| 2007 | Millor actor secundari de cinema    | Set taules de billar francès | Guanyador |
| 2006 | Millor actor revelació              | AzulOscuroCasiNegro          | Guanyador |

Medalles del Cercle d'Escriptors Cinematogràfics
| Any  | Categoria                 | Pel·lícula                   | Resultat |
| ---- | ------------------------- | ---------------------------- | -------- |
| 2014 | Millor actor protagonista | L'illa mínima                | Nominat  |
| 2011 | Millor actor secundari    | Primos                       | Nominat  |
| 2007 | Millor actor secundari    | Set taules de billar francès | Nominat  |

Altres
- El 30 de març de 2012, va rebre el guardó "Actor segle XXI" en la Setmana de Cinema de Medina del Campo.
- Premi del públic a la millor pel·lícula pel seu curtmetratge Un amor en la sisena edició de Jameson Notodofilmfest.